# فان كونر
فـان كونر (بالإنجليزية: Van Conner)‏ هو موسيقي أمريكي، ولد في 17 مارس 1967 في أببل فالي في الولايات المتحدة.

## روابط خارجية
- فـان كونر على موقع IMDb (الإنجليزية)
- فـان كونر على موقع ميوزك برينز (الإنجليزية)
- فـان كونر على موقع ديسكوغز (الإنجليزية)